# Ruben
Ruben je mužské křestní jméno hebrejského původu. Vykládá se jako ejhle, syn. Ve Starém zákoně to je nejstarší syn Jákoba a Ley a předek jednoho z dvanácti izraelských kmenů. V Česku se vyskytuje zřídka.

## Další podoby
- Španělsky: Rúben
- Anglicky: Reuben, Rubin, Rubel, Ruben
- Polsky: Rubin
- Rusky: Ruvin, Ruvim
- Hebrejsky: Reuven
- Řecky: Rouben
- Latinsky: Ruben
- Finsky: Ruuben

## Známí nositelé
- Rúben, nejstarší syn patriarchy Jákoba a předek jednoho z dvanácti izraelských kmenů
- Ruben Allinger, švédský hokejista
- Ruben Bemelmans, belgický tenista
- Re'uven Dafni, židovský partyzán
- Rubén Darío, nikaraguajský diplomat
- Rubén David González Gallego, ruský spisovatel a novinář
- Rubén González, kubánský klavírista
- Rubén Ramírez Hidalgo, španělský tenista
- Ernst Ruben Lagus, finský voják
- Elder Ruben, Disco Priest, Knights of Blood Oath
- Rúben Neves, portugalský fotbalista hrající za Wolverhampton Wanderers
- Re'uven Rivlin, izraelský politik
- Reuven Feuerstein, izraelský psycholog

## Fiktivní nositelé
- Re'uven Dagan, izraelská postava ze seriálu Be Tipul. Hrál ho Asaf Dajan
- Ruben Victoriano (Ruvik), fiktivní postava z hororové videohry The Evil Within

## Ruben jako příjmení
- Gloria Reuben, americká herečka
- Christian Ruben (1805–1875), malíř, profesor Akademie v Praze
- Sam Ruben (1913-1943), americký biochemik